# Друитт, Монтегю Джон
Монтегю Джон Друитт (англ. Montague John Druitt, 15 августа 1857 — 4 декабря 1888) — один из подозреваемых по делу Джека-потрошителя, в убийствах, которые произошли в Лондоне с августа по ноябрь 1888 года.
Друитт происходил из «верхнего среднего» класса, учился в Винчестерском колледже и в Оксфордском университете. После выпуска работал помощником директора школы-интерната и также сделал карьеру в юриспруденции, получив квалификацию барристера в 1885 году. Его хобби был крикет, он играл со многими ведущими игроками того времени, включая лорда Харриса и Фрэнсиса Лейси.
В ноябре 1888 года он потерял своё место в школе, причины этого остаются неясными. Месяц спустя его тело было обнаружено в Темзе. Его смерть, считавшаяся самоубийством, приблизительно совпала с окончанием серии убийств, приписанных Джеку-потрошителю. Отдельные рассуждения 1890-х годов о том, что он мог совершить убийства, стали достоянием общества в 1960-х годах и привели к публикациям книг, где предлагалась версия о том, что он — убийца. Тем не менее, улики против него носят полностью косвенный характер, и многие авторы 1970-х годов отвергали его в качестве вероятного подозреваемого.

## Ранние годы
Друитт появился на свет в Вимборне, графство Дорсет. Он был третьим ребёнком (и вторым сыном) в семье известного местного хирурга Уильяма Друитта и его жены Энн, урождённой Харви. Уильям Друитт был также мировым судьёй, директором местной школы. Он регулярно посещал местную англиканскую церковь (т.н. Минстер). В возрасте шести недель Монтаг Друитт был крещён в Минстере своим дядей по матери преподобным Уильямом Майо. Семья Друиттов проживала в Вестфилд-хауз, бывшим самым большим домом в городе. У дома был свой участок с конюшнями и домиками слуг. Всего у Друитта было шесть братьев и сестёр. Его старший брат Уильям стал юристом, а младший брат Эдвард вступил в ряды Корпуса Королевских инженеров Британской армии.
Друитт получил образование в Винчестерском колледже, где в возрасте 13 лет выиграл стипендию и выделялся успехами в спорте, особенно в крикете и в «файве». Он участвовал в школьном дискуссионном обществе, что могло побудить его стать барристером. В ходе дебатов он высказывался в пользу французского республиканизма, обязательной военной службы, высказывался за отставку Бенджамина Дизраэли и против Османской империи, влияния Отто Бисмарка и линии правительства в деле Тичборна. Друитт выступал в защиту Уильяма Вордсворта, как «оплота протестантизма», осуждал казнь короля Карла первого. как «подлейшее убийство, навсегда запятнавшее честное имя Англии». Однажды в беззлобной дискуссии он выступил против мнения о том, что зависимость от моды — это социальное зло.
В последнем учебном году в Винчестере 1875–76 он стал префектом часовни, казначеем школьного дискуссионного общества, чемпионом школы по файвсу и боулером команды по крикету. В июне 1876 года он сыграл за школьную команду против Итонского колледжа. Его команда выиграла матч с командой в которой играли такие звёзды крикета, как Иво Блай, Кинастон Стадд и будущий главный секретарь министерства внутренних дел Эвелин Раглс-Брайс. В ходе игры Друитт четыре раза «выбил» Стадда. Добившись таких ярких успехов в учёбе, он выиграл стипендию Винчестера для учёбы в Новом колледже Оксфордского университета.
В Нью-колледже Друитт снискал популярность среди сверстников и был избран распорядителем комнаты для младших. Он играл в крикет и регби за команду колледжа и в 1877 году стал чемпионом университета в одиночных и в двойных пятёрках. В матче 1880 года среди старших ему удалось выбить Уильяма Паттерсона, ставшего потом капитаном клуба крикетистов графства Кент.
В 1878 году ему удалось получить второй класс на экзаменах. В 1880 году он окончил колледж с третьим классом бакалавра искусств по античности (Literae Humaniores). Его младший брат Артур поступил в колледж в 1882 году. В это время Друитт пытался начать карьеру в юриспруденции, пойдя по стопам своего старшего брата Уильяма.

## Карьера
17 мая 1882 года спустя два года после окончания учёбы Друитт был принят в Почётное общество Внутреннего храма, один из квалификационных органов для английских адвокатов. Отец обещал ему наследство в 500 фунтов (54 тыс. фунтов в настоящее время). Друитт оплачивал членские взносы из ссуды, полученную у отца под залог наследства. 29 апреля 18885 года Друитт получил разрешение выступать в суде и начал свою практику как адвокат и специальный составитель.
В сентября 1885 года отец Друитта скоропостижно скончался от сердечного приступа, оставив состояние в 16.579 фунтов (1.905 тыс. фунтов в настоящее время). Он поручил своим душеприказчикам вычесть из наследства сына в 500 фунтов деньги, которые ему ссудил. В итоге Монтегю получил весьма скромную сумму, хотя согласно воле отца получил некоторые его личные вещи. Большая часть состояния Друитта-старшего перешла к его жене Анне, трём незамужним дочерям (Джорджиана, Эдит  и Этель) и старшему сыну Уильяму.
Друитт снимал контору по адресу King's Bench Walk, 9 в районе Внутреннего храма. В конце викторианской эпохи только состоятельные люди могли позволить себе судебный иск, и только каждый восьмой квалифицированный адвокат мог зарабатывать на жизнь юриспруденцией. Одни биографы Друитта считали, что его практика не была процветающей, другие полагали, что на момент смерти он получал относительно высокий доход с учётом вычета значительной арендной платы за контору и стоимости его имущества. Имя Друитта было в списках квартальных сессий заседаний судов Западного округа и Уинчестера 1886 года и в списках сессий судов Западного округа, Хэмпшира, Портсмута и Саутгемптона 1887 года.
Чтобы пополнить свой доход и оплачивать юридическое образование, Друитт с 1880 года работал помощником учителя в школе-интернате Джорджа Валентайна по адресу Элиот-плейс, 9, Блэкнит, Лондон. Эта школа имела долгую и славную историю. Там в 1810х годах учился Бенджамин Дизраэли. Ученики школы играли с младшим сыном королевы Виктории, принцем Артуром, герцогом Коннаутским, который в 1860х годах проживал недалеко от школы у Гринвичского парка. Вместе с должностью Друитт получил жильё на Эллиот-плейс а долгие школьные каникулы дали ему возможность изучать право и продолжить играть в крикет.

## Крикет
В Дорсете Друитт играл за крикетный клуб Кингстон-парк и крикетный клуб графства Дорсет. Друитта особенно отмечали за его искусную игру боулером. В 1882 и 1883 годах Друитт совершал туры по Уэст-Кантри в составе выездной команды джентльменов Incogniti. Одним из местных товарищей Друитта по игре был Фрэнсис Лейси, первый человек, произведённый в рыцари за заслуги в области крикета. Друитт также играл за другую странствующую команду Butterflies, которая 14 июня 1883 года сыграла вничью с командой его родного Уинчестерского колледжа. В команду входили первоклассные крикетисты: А. Дж. Уэбб, Дж. Г. Кроуди, Джон Фредерик и Чарльз Сеймур.
Работая в Блэкнете, Друитт играл за местный крикетный клуб Блэкнет Морден и стал казначеем клуба. В клубе играли влиятельные люди: президентом был политик сэр Чарльз Миллс, одним из игроков был Стэнли Кристоферсон, позднее он стал президентом крикетного клуба Мерлибоун. После слияния клуба с другими местными спортивными ассоциациями образовалась Компания Блэкнета по крикету, футболу и лаун-теннису. Друитт принял дополнительные обязанности секретаря и директора компании.
Свою первую игру новый клуб сыграл против команды Джорджа Гиббонса Хирна «Одиннадцать», в ней играли многие члены знаменитой семьи Хирнов. Команда Хирна победила, завоевав 21 пробежек. 5 июня 1886 года в матче между Блэкхитом и разъездной командой джентльменов под названием Band of Brothers во главе с лордом Харрисом Друитт обыграл Харриса на 14 очков и взял еще три калитки. Блэкхит победил, сделав 178 пробежек. Две недели спустя он уволил бэтсмена Джона Шутера, игравшего за крикетный клуб Бексли, из-за утки, и Блэкхит выиграл игру с разницей в 114 пробежек. На следующий год Шутер вернулся в Блэкхит с командой округа Суррей, в которую входили Уолтер Рид, Уильям Локвуд и Бобби Абель, которым Друитт проиграл 56 очков. Команда Суррея выиграла со счётом 147 пробежек.
26 мая 1884 года Друитт был избран в Мэрилбоунский крикетный клуб (MCC) по рекомендации Чарльза Сеймура, своего товарища-игрока по Баттерфляй, предложившего кандидатуру Друитта и известного игрока Вернона Ройла, поддержавшего номинацию. Один из второстепенных матчей, которые он сыграл за MCC, был с боулером Англии Уильямом Аттевеллом против школы Харроу 10 июня 1886 года. Команда МСС выиграла со счётом 57 пробежек. Друитт также играл против MCC за «Блэкхит»: 23 июля 1887 года он выбил Дика Паугера за 28 пробежек, но он сделал только 5 пробежек, прежде чем Арнольд Фотергилл выбил мяч, пойманный Паугером. MCC выиграл со счётом 52 пробежки.
В июне 1888 года лорд Харрис дважды играл за «Блэкхит» с Друиттом и Стэнли Кристоферсоном. Блэкхит легко выиграл оба матча, но Друитт был не в форме и ни в одном матче не внёс ни пробежек, ни калиток. В августе 1888 года Друитт играл за «Джентльменов из Борнмута» против команды « Парси» во время их турне по Англии и выиграл пять калиток в первом же иннинге. Тем не менее, команда «Парси» победила. 8 сентября 1888 года команда «Блэкхит» играла против братьев Кристоферсон. Друитт был выбит Стэнли Кристоферсоном, который играл за своих братьев, а не за «Блэкхит», и в ответ Друитт выбил Кристоферсона. «Блэкхит» выиграл со счётом 22 пробежки.
Кроме крикета Друитт играл в хоккей на траве.

## Смерть
В пятницу 30 ноября 1888 года Друитт был уволен со своего поста в школе для мальчиков Блэкхита по неясной причине. Одна из газет процитировала показания братьев Уильямс на дознании, что Друитт был уволен поскольку «попал в серьёзную беду», но не пошла на дальнейшие разъяснения. В начале декабря 1888 года Друитт пропал. Запись от 21 декабря в журнале заседаний криткетного клуба «Блэкхит» гласит, что он снят с поста казначея и секретаря, по причине «отъезда за границу».
31 декабря 1888 года лодочник по имени Генри Уинслейд обнаружил тело Друитта плавающим в Темзе у торпедного завода компании Thornycroft в Чизике. Карманы одежды Друитта были набиты камнями, что удерживало его тело под водой около месяца. При нём были обнаружены обратный билет на поезд до станции Хаммерсмит от 1 декабря, серебряные часы, чеки на 50 и 16 фунтов стерлингов золотом (что эквивалентно 5900 и 1900 фунтов стерлингов на сегодняшний день). Неизвестно, почему он взял с собой такую большую сумму денег, это могла быть последняя выплата от школы.
Некоторые современные авторы предполагают, что Друитта уволили, потому что он был гомосексуалистом, и это могло довести его до самоубийства. Одно предположение состоит в том, что деньги, найденные на его теле, были предназначены для выплаты шантажисту. Другие, однако, полагают, что нет никаких доказательств гомосексуальности Друитта, и что его самоубийство было вызвано наследственным психическим заболеванием. Его мать страдала депрессией и с июля 1888 года находилась в лечебном учреждении. Она умерла в психиатрической больнице в Чизике в 1890 году. Его бабушка по материнской линии покончила жизнь самоубийством в невменяемом состоянии. Его тетя пыталась покончить жизнь самоубийством. Его старшая сестра покончила жизнь самоубийством в преклонном возрасте. В комнате Друитта в Блэкхите была найдена записка, написанная Друиттом, и адресованная его брату Уильяму, который был поверенным в Борнмуте. В ней говорилось: «С пятницы я чувствую, что становлюсь таким, как мать, и лучшим для меня будет умереть».
Как обычно в округе, дознание провёл коронёр доктор Томас Брама Диплок в трактире Lamb Tap в Чизвике 2 января 1889 года. Присяжные коронера пришли к выводу, что Друитт покончил жизнь самоубийством, утопился, находясь в нездоровом душевном состоянии. На следующий день его похоронили на кладбище Уимборн. По завещанию его имущество было оценено в 2600 фунтов стерлингов (что эквивалентно 308 100 фунтам стерлингов на сегодняшний день).
Неизвестно почему Друитт покончил с собой именно в Чизвике. Одно из предположений состоит в том, что там жил один из его университетских друзей, Томас Сеймур Тьюк из семьи Тьюк. Тьюк был врачом-психиатром, с которым Друитт играл в крикет, а мать Друитта была помещена в приют Тьюка в 1890 году. Другое предположение состоит в том, что Друитт знал Гарри Уилсона, чей дом, «Осиерс», находился между станцией Хаммерсмит и пристанью Торникрофта, где было найдено тело Друитта.

## Подозреваемый по делу Джека-потрошителя
31 августа 1888 года в бедном районе Уайтчепел (Ист-энд, Лондон) было найдено тело проститутки  Мэрии Энн Николс с перерезанным горлом. В течение сентября были найдены тела ещё трёх женщин (Энни Чапман и Элизабет Страйд 8 сентября, Кэтрин Эддоус 30 сентября) также с перерезанным горлом. 9 ноября 1888 года было найдено тело проститутки Мэри Джейн Келли. Её горло было перерезано до позвоночника. Тела четырёх жертв были изуродованы после кончины. Сходства преступлений привели к предположению, что убийцей был один человек, ему дали прозвище «Джек-потрошитель». Несмотря на обширные поиски, проведённые полицией, после этих пяти убийств, преступника так и не нашли, преступления остались нераскрытыми.
Вскоре после убийства Келли появились слухи, что Потрошитель утонул в Темзе. В феврале 1891 года депутат Парламента от западного Дорсета, Генри Ричард Фаргухарсон объявил, что Джек-потрошитель – «сын хирурга», совершившего самоубийство в ночь последнего убийства. Хотя Фаргухарсон не назвал имени подозреваемого, его описание напоминает Друитта. Фаргухарсон проживал в 16 км от семьи Друитта и принадлежал к тому же социальному классу. Журналист викторианской эпохи Джордж Р. Симз отметил в своих мемуарах The Mysteries of Modern London (1906): «Тело Потрошителя было найдено в Темзе после того, как оно пробыло в воде около месяца.» Помощник заместителя министра внутренних дел сэр Джон Мойлан сделал похожее замечание: «Потрошитель избежал правосудия, совершив самоубийство в конце 1888 года». Помощник комиссара Скотленд-ярда сэр Бэзил Томпсон заметил в 1913 году: «Потрошитель был сумасшедшим русским врачом, избежавшим ареста, утопившись в Темзе в конце 1888 года.». Но ни Мойлан ни Томпсон не участвовали в расследовании по делу Потрошителя.
Помощник главного констебля сэр Мелвилл Макнагтен упомянул Друитта как подозреваемого в написанном от руки конфиденциальном меморандуме от 23 февраля 1894 года Макнагтен осветил связь между исчезновением Друитта и смертью вскоре после последнего из пяти убийств 9 ноября 1888 года и заявил о наличии неуказанной «негласной информации», которая оставляет «мало сомнений» в то что семья Друитта считала его убийцей. Записка Макнагтена была в итоге обнаружена в его личных бумагах его дочерью леди Эйберконвей, она показала записку британскому телеведущему Дэну Фарсону. В 1966 году была обнародована другая, несколько сокращённая копия этой записки, найденная в архивах полиции метрополии. Фарсон раскрыл инициалы Друитта "MJD"  в телевизионной программе в ноябре 1959 года.
В 1961 году Фарсон расследовал заявление австралийца о том, что двоюродный брат Монтегю Друитта, Лайонел Друитт, опубликовал в Австралии брошюру под названием «Убийца из Ист-Энда - я знал его», но это утверждение так и не было подтверждено. Журналист Том Каллен раскрыл полное имя Друитта в своей книге от 1965 года Autumn of Terror, за которой последовала книга Фарсона от 1972 года  Jack the Ripper. До обнаружения записки Макнахтена, книги о Потрошителе, такие как например написанные Леонардом Маттерсом и Дональдом Маккормиком, высмеивали истории о том, что Потрошитель утонул в Темзе, потому что они не могли найти самоубийцу, соответствующего описанию преступника. Каллен и Фарсон напротив предположили, что Друитт и Потрошитель - одно лицо на основании меморандума Макнахтена, совпадение гибели Друитта с окончанием серии убийств, близость Уайтчапела (где находилась комната Друитта) с территорией Внутреннего храма, заключение следствия, признавшее сумасшествие Друитта и что Друитт возможно освоил начальные навыки вскрытия трупов (предположительно продемонстрированные Потрошителем) наблюдая за работой отца.
После публикации книг Каллена и Фарсона остальные авторы трудов о Потрошителе  согласились, что их теории основаны только на ошибочных косвенных доказательствах и попытались найти алиби Друитта на время убийств, совершённых Потрошителем. 1 сентября на следующий день после убийства Мэри Энн Николс, Друитт играл в крикет в Дорсете. В день убийства Энни Чэпмен Друитт играл в крикет в Блэкхите а в дни после убийств Элизабет Страйд и Кэтри Эддоус он был в западных графствах, выступая по делу своего клиента в суде. В то время как такие авторы как Каллен и Эндрю Спаллек утверждают, что Друитт располагал временем и возможностью чтобы путешествовать на поезде между Лондоном и своими крикетными и юридическими делами или использовать своё городское жилище в качестве базы для совершения убийств другие отметают эту версию как неправдоподобную. Многие эксперты считают, что убийца проживал в Уайтчапеле, в то время как Друитт проживал в милях от Уайтчапела, на другом берегу Темзы. Его жилище было в шаговой доступности от Уайтчапела, и он регулярно ездил на поезде мимо станции Кэннон-стрит, в нескольких минутах ходьбы от Ист-энда. Тем не менее, представляется невероятным, чтобы он смог пройти это расстояние в окровавленной одежде, оставаясь незамеченным. Улика, обнаруженная в ходе расследования убийства Эддоуз (часть ее окровавленной одежды), указывает на то, что убийца ехал на северо-восток от места её убийства.
Макнахтен ошибочно описал Друитта как 41-летнего доктора и процитировал утверждения о том, что он «был сексуально невменяемым», не указав источник или детали утверждений. Макнахтен потсупил на службу в полицию только в 1889 году, после убийства Келли и смерти Друитта, и не принимал непосредственного участия в расследовании. В меморандуме Макнахтена упомянуты двое других подозреваемых («Космински» и Майкл Острог). Меморандум был написан для опровержения обвинений против четвёртого, Томаса Хейна Катбуша. Трое подозреваемых, упомянутых  Макнахтеном - Друитт, Космински и Острог - также соответствуют описаниям трех неназванных подозреваемых в книге майора Артура Гриффитса «Тайны полиции и преступлений» (1898). Гриффитс занимал пост инспектора тюрем во время деятельности Потрошителя.
Инспектор Фредерик Абберлайн, бывший ведущим следователем по этому делу, похоже, исключил Друитта из числа подозреваемых на том основании, что единственным доказательством против него было совпадение времени его самоубийства вскоре после пятого убийства. Другие чиновники, участвовавшие в деле Потрошителя: комиссар столичной полиции Джеймс Монро и патологоанатом Томас Бонд, считали, что убийство Элис Маккензи 17 июля 1889 года, совершённое через семь месяцев после смерти Друитта, было совершено тем же преступником, совершившим предыдущие убийства. Включение Маккензи в число жертв Потрошителя оспаривалось, среди прочих, Абберлайном и Макнатеном, но если она была одной из жертв Потрошителя, то Друитт явно не мог быть Потрошителем. Еще одно убийство  иногда включается в дела Потрошителя - убийство Марты Табрам, она была с жестокостью заклолота до смерти 7 августа 1888 года. Ее смерть пришлась на середину Недели крикета в Борнмуте, 4–11 августа, в которой Друитт принимал активное участие, и произошла во время школьных каникул, которые Друитт провел в Дорсете. По замечанию одного из биографов Друитта: «Вряд ли бы он смог найти время, чтобы убить кого-то в ходе 200-мильного путешествия». 